# دیوید اتانگا
دیوید اُتانگا (به انگلیسی: David Otunga)؛ (زاده ۷ آوریل ۱۹۸۰) کشتی گیر و بازیگرآمریکایی است. از فیلم‌های معروف او می‌توان به فیلم تماس اشاره کرد. 
وی فعالیت ورزشی خود در کشتی حرفه‌ای را از سال ۲۰۰۸ میلادی آغاز کرده و تاکنون در کمپانی WWE و در راو فعالیت می‌کند.